# Scharff
A Scharff az orgona egy ajakregisztere, az Acuta német megfelelője. Általában 3 vagy 4 soros, a mixtúránál magasabb és szűkebb menzúrájú kevertjáték. Alap- és kvintsorokat tartalmaz. Anyagát tekintve kizárólag ónból készül, jellege szűk, principálszerű. Hangja éles.